# Charron (Creuse)
 Charron  es una comuna (municipio) de Francia, en la región de Lemosín, departamento de Creuse, en el distrito de Aubusson y cantón de Auzances.
Su población en el censo de 1999 era de 226 habitantes.
Está integrada en la Communauté de communes Auzances-Bellegarde-en-Marche.

## Demografía
| 424 | 469 | 405 | 349 | 281 | 226 |
| Para los censos de 1962 a 1999 la población legal corresponde a la población sin duplicidades (Fuente: INSEE [Consultar]) |     |     |     |     |     |